# 77. Oscar-gála
A 77. Oscar-díj átadására, ahol a 2004-es év legjobb filmjét jutalmazták, 2005. február 27-én került sor a hollywoodi Kodak Színházban. A rendezvény házigazdája Chris Rock humorista volt.
A jelöléseket 2005. január 25-én jelentették be. Martin Scorsese önéletrajzi filmje, a különc Howard Hughes-zal, az Aviátor, 11 jelölést kapott, köztük a legjobb férfi főszereplő, legjobb rendező és legjobb film kategóriákban. Marc Forster Én, Pán Péter című filmje és Clint Eastwood Millió dolláros bébi című filmje összesen 7 jelölést kapott.

## Hírek és háttér
Amint az 2005. február 27-én kiderült, a legjobb film kategória egyik jelöltje sem tartozott az amerikai jegypénztároknál kasszasikerekként jegyzett, szépreményű filmek közé. Húsz év óta először[forrás?] és talán a filmtörténetben is csak ekkor[forrás?] esett meg az, hogy egyetlen díjra jelölt mű sem iratkozott fel a jegyeladások szerinti tíz legnépszerűbb film listájára, és így ebből a szempontból talán ez az év volt a legolcsóbb filmek éve az Oscar-díjak történetében. A mai napig a kategória egyik jelöltje, a Aviátor az ötös fogatban a jegyeladásokból befolyt 102,6 millió dollárral is csupán a 2004-es év 22. legnagyobb bevételével rendelkezett. Ezt követi a Millió dolláros bébi 100,5 millió dollárral és a Ray 75,3 millióval.
Jelentős összegre rúgott a viták övezte politikai dokumentumfilmek költségvetése a legjobb dokumentumfilm kategóriájában. Bár nem lett volna szükséges ilyen „hiányosságot” figyelembe venni, az Akadémia a fentiekre hivatkozva sok jelöltet alkalmatlannak talált.[forrás?]
A népszerű és vitatott Fahrenheit 9/11-et Michael Moore szándékosan visszatartotta a legjobb dokumentumfilm kategóriájától egy tévéközvetítési megállapodás fenntartása érdekében.[forrás?]
Olyan közkedvelt dokumentumfilmeket, mint a Control Room vagy a The Corporation, az Akadémia jelölőbizottsága egyaránt alkalmatlannak találta, mivel azokat már a jelölés előtt teljes egészében műsorra tűzték különböző televíziók is a kilenc hónapnyi mozivetítéseken kívül.[forrás?]
A népszerű A motoros naplóját egy ország sem indította hivatalos jelöltjeként a legjobb külföldi film kategóriájában, mivel a stáb összetétele a rendezőtől a színészeken át a forgatási helyszínekig, egy nemzethez sem köthető.

## Győztesek

### Film
| Kategória                      | Győztes                            | Producerek/Ország                                |
| ------------------------------ | ---------------------------------- | ------------------------------------------------ |
| Az év legjobb filmje           | Millió dolláros bébi               | Clint Eastwood, Albert S. Ruddy és Tom Rosenberg |
| A legjobb idegen nyelvű film   | A belső tenger                     | Spanyolország                                    |
| Legjobb dokumentumfilm         | Born into Brothels                 | Zana Briski és Ross Kauffman                     |
| Legjobb rövid dokumentumfilm   | Mighty Times: The Children's March | Robert Hudson és Bobby Houston                   |
| Az év legjobb animációs filmje | A Hihetetlen család                | Brad Bird                                        |
| Legjobb rövidfilm              | Wasp                               | Andrea Arnold                                    |
| Legjobb animációs rövidfilm    | Ryan                               | Chris Landreth                                   |

#### Jelölések
Legjobb film
- Aviátor – Michael Mann és Graham King, producerek
- Én, Pán Péter – Richard N. Gladstein és Nellie Bellflower, producerek
- Kerülőutak – Michael London, producer
- Ray – Taylor Hackford, Stuart Benjamin és Howard Baldwin, producerek

Legjobb idegen nyelvű film
- A bukás – Hitler utolsó napjai – Németország
- Hétköznapi mennyország – Svédország
- Kóristák – Franciaország
- Yesterday – Dél-Afrika

Legjobb animációs rövidfilm
- Birthday Boy – Sejong Park és Andrew Gregory
- Gopher Broke – Jeff Fowler és Tim Miller
- Guard Dog – Bill Plympton
- Lorenzo – Mike Gabriel és Baker Bloodworth

Legjobb rövidfilm
- Everything in This Country Must – Gary McKendry
- Little Terrorist – Ashvin Kumar
- 7:35 in the Morning (7:35 de la Mañana) – Nacho Vigalondo
- Two Cars, One Night – Taika Waititi és Ainsley Gardiner

Legjobb animációs film
- Cápamese – Bill Damaschke
- Shrek 2. – Andrew Adamson

Legjobb dokumentumfilm
- A pityergő teve története – Luigi Falorni és Byambasuren Davaa
- Super Size Me – Morgan Spurlock
- Tupac: Resurrection – Lauren Lazin és Karolyn Ali
- Twist of Faith – Kirby Dick és Eddie Schmidt

Legjobb rövid dokumentumfilm
- Autism Is a World – Gerardine Wurzburg
- The Children of Leningradsky – Hanna Polak és Andrzej Celinski
- Hardwood – Hubert Davis és Erin Faith Young
- Sister Rose's Passion – Oren Jacoby és Steve Kalafer

### Színészet
| Kategória                                    | Győztes        | Cím                  |
| -------------------------------------------- | -------------- | -------------------- |
| A legjobb férfi főszereplő alakítás díja     | Jamie Foxx     | Ray                  |
| A legjobb női főszereplő alakítás díja       | Hilary Swank   | Millió dolláros bébi |
| A legjobb férfi mellékszereplő alakítás díja | Morgan Freeman | Millió dolláros bébi |
| A legjobb női mellékszereplő alakítás díja   | Cate Blanchett | Aviátor              |

#### Jelölések
legjobb férfi főszereplő
- Don Cheadle – Hotel Ruanda {"Paul Rusesabagina"}
- Johnny Depp – Én, Pán Péter {"Sir James Matthew Barrie"}
- Leonardo DiCaprio – Aviátor {"Howard Hughes"}
- Clint Eastwood – Millió dolláros bébi {"Frankie Dunn"}

Legjobb férfi mellékszereplő
- Alan Alda – Aviátor {"Ralph Owen Brewster szenátor"}
- Thomas Haden Church – Kerülőutak {"Jack"}
- Jamie Foxx – Collateral – A halál záloga {"Max"}
- Clive Owen – Közelebb {"Larry"}

Legjobb női főszereplő
- Annette Bening – Csodálatos Júlia {"Julia Lambert"}
- Catalina Sandino Moreno – Maria Full of Grace {"Mária"}
- Imelda Staunton – Vera Drake {"Vera"}
- Kate Winslet – Egy makulátlan elme örök ragyogása {"Clementine Kruczynski"}

Legjobb női mellékszereplő
- Laura Linney – Kinsey {"Clara McMillen"}
- Virginia Madsen – Kerülőutak {"Maya"}
- Sophie Okonedo – Hotel Ruanda {"Tatiana Rusesabagina"}
- Natalie Portman – Közelebb {"Alice"}

### Írás
| Kategória             | Győztes                                                                                           | Cím                                |
| --------------------- | ------------------------------------------------------------------------------------------------- | ---------------------------------- |
| Eredeti forgatókönyv  | Charlie Kaufman, Michel Gondry és Pierre Bismuth története alapján; forgatókönyv: Charlie Kaufman | Egy makulátlan elme örök ragyogása |
| Adaptált forgatókönyv | Alexander Payne és Jim Taylor                                                                     | Kerülőutak                         |

### További díjazottak és jelöltek
Legjobb rendező
- Aviátor – Martin Scorsese
- Kerülőutak – Alexander Payne
- Millió dolláros bébi – Clint Eastwood
- Ray – Taylor Hackford
- Vera Drake – Mike Leigh

Legjobb operatőr
- Aviátor – Robert Richardson
- Hosszú jegyesség – Bruno Delbonnel
- Az operaház fantomja – John Mathieson
- A passió – Caleb Deschanel
- A repülő tőrök klánja – Zhao Xiaodinge

Legjobb eredeti filmzene
- Én, Pán Péter – Jan A.P. Kaczmarek
- A falu – James Newton Howard
- Harry Potter és az azkabani fogoly – John Williams
- Lemony Snicket – A balszerencse áradása – Thomas Newman
- A passió – John Debney

Legjobb látványtervező
- Aviátor – Látványtervező: Dante Ferretti; Díszlettervező: Francesca Lo Schiavo
- Én, Pán Péter – Látványtervező: Gemma Jackson; Díszlettervező: Trisha Edwards
- Hosszú jegyesség – Aline Bonetto
- Lemony Snicket – A balszerencse áradása – Látványtervező: Rick Heinrichs; Díszlettervező: Cheryl A. arasik
- Az operaház fantomja – Látványtervező: Anthony Pratt; Díszlettervező: Celia Bobak

Legjobb smink
- A belső tenger – Jo Allen és Manuel García
- Lemony Snicket – A balszerencse áradása – Valli O'Reilly és Bill Corso
- A passió – Keith Vanderlaan és Christien Tinsley

Legjobb jelmez
- Aviátor – Sandy Powell
- Én, Pán Péter – Alexandra Byrne
- Lemony Snicket – A balszerencse áradása – Colleen Atwood
- Ray – Sharen Davis
- Trója – Bob Ringwood

Legjobb vágás
- Aviátor – Thelma Schoonmaker
- Collateral – A halál záloga – Jim Miller és Paul Rubell
- Én, Pán Péter – Matt Chesse
- Millió dolláros bébi – Joel Cox
- Ray – Paul Hirsch

Legjobb vizuális effektek
- Harry Potter és az azkabani fogoly – Tim Burke, Roger Guyett, Bill George és John Richardson
- Én, a robot – John Nelson, Andy Jones, Erik Nash és Joe Letteri
- Pókember 2 – John Dykstra, Scott Stokdyk, Anthony LaMolinara és John Frazier

Legjobb hangkeverés
- Aviátor – Tom Fleischman és Petur Hliddal
- A Hihetetlen család – Randy Thom, Gary Rizzo és Doc Kane
- Polar Expressz – William B. Kaplan, Randy Thom, Tom Johnson és Dennis S. Sands
- Pókember 2 – Kevin O'Connell, Greg P. Russell, Jeffrey J. Haboush és Joseph Geisinger
- Ray – Scott Millan, Greg Orloff, Bob Beemer és Steve Cantamessa

Legjobb hangvágás
- A Hihetetlen család – Michael Silvers és Randy Thom
- Polar Expressz – Randy Thom és Dennis Leonard
- Pókember 2 – Paul N.J. Ottosson

Legjobb eredeti dal
- „Accidentally in Love” – Shrek 2., zene Adam Duritz, Charles Gillingham, Jim Bogios, David Immergluck, Matthew Mallery és David Bryson; szöveg Adam Duritz és Daniel Vickrey
- „Al Otro Lado Del Río” – A motoros naplója, Jorge Drexler
- „Believe” – Polar Expressz, zene és szöveg Glen Ballard és Alan Silvestri
- „Learn to Be Lonely” – Az operaház fantomja, zene Andrew Lloyd Webber; szöveg Charles Hart
- „Vois Sur Ton Chemin” – Kóristák, zene Bruno Coulais; szöveg Christophe Barratier

## Végső eredmény
Győzelem/Jelölés
| 5/11 | Aviátor                            |
| 4/7  | Millió dolláros bébi               |
| 2/6  | Ray                                |
| 2/4  | A Hihetetlen család                |
| 1/7  | Én, Pán Péter                      |
| 1/4  | A balszerencse áradása             |
| 1/4  | Kerülőutak                         |
| 1/3  | Pókember 2                         |
| 1/2  | Egy makulátlan elme örök ragyogása |
| 1/2  | A motoros naplója                  |

### Speciális díjak
- Roger Mayer, a Turner Entertainment elnöke és a Motion Picture and Television Fund vezetője megkapta a Jean Hersholt Humanitárius díjat.
- Sidney Lumet rendező életmű-Oscar-díjat kapott.

### In memoriam
Annette Bening konferálásában, Yo-Yo Ma zenéjével kísérve, az Akadémia néhány percet szán arra, hogy emlékezzen a mozivilág előző évi halottaira: Ronald Reagan, Peter Ustinov, Carrie Snodgress, Dan Petrie Sr. rendező, Dave Raksin zeneszerző, Fay Wray, Phil Gersh filmes ügynök, Elmer Bernstein zeneszerző, Carol Eastman író, Frank Thomas animátor, Russ Meyer rendező, Jerry Orbach, Ralph E. Winters vágó, Robert E. Thompson író, Howard Keel, Janet Leigh, Christopher Reeve, Ossie Davis, Jerry Bick producer, Mercedes McCambridge, William Sackheim producer/író, Ed Di Gullio operatőr, Nelson Gidding író, Paul Winfield, Phillippe de Broca rendező, Jerry Goldsmith zeneszerző, Rodney Dangerfield, Virginia Mayo, Tony Randall és Marlon Brando.

## Televíziós hálózatok
Akik közvetítettek:
- A1 (Makedónia), Alfa TV (Ciprus), American Broadcasting Company, ART TV (Srí Lanka), BBTV Channel 7 (Thaiföld), BNT Channel 1 (Bulgária), Canal 4 (Uruguay), Canal Plus, Canal Plus (Spanyolország), CANAL Plus Cyfrowy (Lengyelország), Channel 1plus1, China Central Television (Kína), Channel 2 (Nicaragua), Channel 2 (Peru), Channel 3 (Guatemala), Channel 4 (Finnország), Channel 6 (Trinidad és Tobago), Channel 7 (Costa Rica), Channel 7 (Guatemala), Channel 9 (Paraguay), Channel 11 (Guatemala), Channel 13 Guatemala, Channel 13 (Panama), Cinemania (Spanyolország), Cinenova (Hollandia és flamand Belgium), Compania (Honduras), Cruise Liners Close Circuit 9 SHIPS-7 CARIBB, 2 WEST COAST, HOLLAND AMERICA 9 SHIPS, CURNARD 1 SHIP, CTV Television Network, DR2 Denmark, Filmnet (Görögország), Globo TV (Brazília), HBO Cseh Köztársaság, HRT (Horvátország), Stöð 2 Izland, Indosiar (Indonézia), LTV (Lettország), Lumiere TV (Ciprus), M-Net, MediaCorp TV Channel 5, Örményország TV és Rádió Nemzeti Bizottsága, Nelonen (Finnország), NHK DBS (Japán), Channel 9 (Ausztrália), NRK (Norvégia), NTV Törökország, OCN (Dél-Korea), ORF (Ausztria), Pearl Channel (Hong Kong), Pro 7 (Németország), Pro TV (Románia és Moldávia), Bosznia-Hercegovina Radio TV, Red TV (Chile), RCN TV (Kolumbia), RPN9 (Fülöp-szigetek), RTÉ (írország), RTL Klub (Magyarország), Rustavi 2 TV (Grúzia), Sky Italia S.R.L. (Olaszország), Sky One (Egyesült Királyság), SKY Network Television (Új-Zéland), Star Movies Asia, Star Movies (Dél-Ázsia, Szaud-Arábia, Emirátusok, SVT (Svédország), Teleamazonas Ecuador, TNT Latin America, TV 2 (Új-Zéland), Mexikó (Channel 13), Mexikó (Channel 7), TV3 (Malájzia), TV3 (Észtország), TVI (Portugália), UBC (Thaiföldi csatorna), Unitel Bolivia, Venevisión (Venezuela), Belgium VTM, WAPA-TV (Puerto Rico), WOWOW (Japán)

## Lásd még
- Oscar-díj
- Oscar-gálák listája
- 2005 a filmművészetben
- Film
- Filmművészetportál